# Iris Tjonk
Iris van Dijk - Tjonk (Almelo, 13 april 2000) is een Nederlandse zwemster.

## Carrière
Tjonk kwam op 10-jarige leeftijd in aanraking met het wedstrijdzwemmen bij zwemvereniging De Veene in Almelo. Later ging ze bij zwemvereniging WS Twente in Hengelo trainen. Op het Europees Jeugd Olympisch Festival zomer 2013 in Utrecht behaalde Tjonk de zilveren medaille op de 100 meter rugslag.
Tijdens de Amsterdam Swim Cup 2014 zwom ze drie limieten, op de 50, 100 en 200 meter rugslag, voor de Europese Spelen 2015 in Bakoe. Op de 100 meter rugslag benaderde ze de limiet voor de wereldkampioenschappen zwemmen 2015 tot op 0,33 seconde, haar 1.01,58 was tevens de vijfde tijd ooit gezwommen door een Nederlandse zwemster.
Op 23 maart 2016 besloot Iris, door een knie-blessure, om zich niet verder te kwalificeren voor de Olympische Spelen.

## Persoonlijke records
Bijgewerkt tot en met 14 december 2014
Kortebaan
| Afstand      | Tijd    | Datum           | Plaats     |
| ------------ | ------- | --------------- | ---------- |
| 50m rugslag  | 29,10   | 19 oktober 2014 | Nieuwegein |
| 100m rugslag | 1.01,97 | 1 februari 2014 | Amsterdam  |
| 200m rugslag | 2.14,25 | 18 oktober 2014 | Nieuwegein |

Langebaan
| Afstand      | Tijd    | Datum            | Plaats    |
| ------------ | ------- | ---------------- | --------- |
| 50m rugslag  | 29,22   | 12 december 2014 | Amsterdam |
| 100m rugslag | 1.01,58 | 13 december 2014 | Amsterdam |
| 200m rugslag | 2.15,35 | 14 december 2014 | Amsterdam |